# Liste du patrimoine immobilier classé de Jodoigne
Cette page regroupe l'ensemble du patrimoine immobilier classé de la ville belge de Jodoigne.
| Objet | Année de construction / Architecte | Adresse                      | Section communale   | Coordonnées                      | Numéro d’inventaire | Illustration |
| --- | ---------------------------------- | ---------------------------- | ------------------- | -------------------------------- | ------------------- | --- |
| Église Saint-Médard de Jodoigne |                                    |                              | Jodoigne            | 50° 43′ 16″ nord, 4° 52′ 08″ est | 25048-CLT-0001-01   | |
| Chapelle Notre-Dame-des-Sept-Douleurs de Jodoigne-Souveraine |                                    |                              | Jodoigne-Souveraine | 50° 42′ 49″ nord, 4° 50′ 58″ est | 25048-CLT-0003-01   | Chapelle Notre-Dame-des-Sept-Douleurs de Jodoigne-Souveraine |
| Chapelle Notre-Dame-du-Marché |                                    |                              | Jodoigne            | 50° 43′ 30″ nord, 4° 52′ 05″ est | 25048-CLT-0004-01   | |
| Vestiges des remparts de la ville de Jodoigne (M) |                                    |                              | Jodoigne            | 50° 43′ 30″ nord, 4° 52′ 12″ est | 25048-CLT-0005-01   | Vestiges des remparts de la ville de Jodoigne (M) |
| Château Pastur |                                    |                              | Jodoigne            | 50° 43′ 29″ nord, 4° 52′ 00″ est | 25048-CLT-0006-01   | |
| Ancien hôtel de ville de Jodoigne |                                    |                              | Jodoigne            | 50° 43′ 31″ nord, 4° 52′ 03″ est | 25048-CLT-0007-01   | |
| Muraille de l'ancien couvent des Sœurs Grises |                                    | Rue du Sergent Sortet        | Jodoigne            | 50° 43′ 29″ nord, 4° 52′ 12″ est | 25048-CLT-0008-01   | Image manquanteTéléverser |
| Les façades, toitures et charpentes de tous les volumes et la totalité de la grange de la Ferme de la Ramée (M) et les terrains environnants (S) (+ RAMILLIES/Bomal) |                                    |                              | Jauchelette         | 50° 40′ 47″ nord, 4° 51′ 11″ est | 25048-CLT-0009-01   | Les façades, toitures et charpentes de tous les volumes et la totalité de la grange de la Ferme de la Ramée (M) et les terrains environnants (S) (+ RAMILLIES/Bomal) |
| Château de Jodoigne-Souveraine |                                    |                              | Jodoigne-Souveraine | 50° 42′ 19″ nord, 4° 50′ 59″ est | 25048-CLT-0010-01   | Château de Jodoigne-Souveraine |
| Chapelle Sainte-Catherine d'Herbais |                                    | Herbais                      | Piétrain            | 50° 43′ 06″ nord, 4° 55′ 49″ est | 25048-CLT-0011-01   | |
| Église Saint-Pierre de Sainte-Marie-Geest : tour romane et chœur romano-ogival                                                                                       |                                    | Sainte-Marie-Geest           | Saint-Jean-Geest    | 50° 44′ 41″ nord, 4° 52′ 27″ est | 25048-CLT-0012-01   | |
| Moulin de Genville (M) et ensemble formé par ce moulin et les terrains environnants (S)                                                                              |                                    | Genville                     | Saint-Remy-Geest    | 50° 44′ 59″ nord, 4° 52′ 06″ est | 25048-CLT-0013-01   | Moulin de Genville (M) et ensemble formé par ce moulin et les terrains environnants (S)                                                                              |
| Chapelle Notre-Dame de Bon Secours de Zétrud-Lumay |                                    | Zétrud                       | Zétrud-Lumay        | 50° 45′ 56″ nord, 4° 54′ 24″ est | 25048-CLT-0014-01   | |
| Église Saint-Barthélemy de Zétrud-Lumay |                                    | Zétrud                       | Zétrud-Lumay        | 50° 45′ 45″ nord, 4° 54′ 05″ est | 25048-CLT-0015-01   | |
| Chapelle Saint-Antoine de Sart-Mélin (M) et ses abords (S). |                                    | Sart-Mélin                   | Mélin               | 50° 44′ 24″ nord, 4° 47′ 34″ est | 25048-CLT-0016-01   | Chapelle Saint-Antoine de Sart-Mélin (M) et ses abords (S). |
| Chapelle Sainte-Marie-Madeleine de Gobertange (M) et ses abords (S).                                                                                                 |                                    | Gobertange                   | Mélin               | 50° 44′ 40″ nord, 4° 50′ 48″ est | 25048-CLT-0017-01   | Chapelle Sainte-Marie-Madeleine de Gobertange (M) et ses abords (S).                                                                                                 |
| Moulin à eau, dit Conard ou Charles |                                    | Rue de la Station n°9        | Jodoigne-Souveraine | 50° 42′ 24″ nord, 4° 50′ 39″ est | 25048-CLT-0019-01   | Moulin à eau, dit Conard ou Charles |
| Orgues de l'église Saint-Lambert |                                    |                              | Jodoigne            | 50° 43′ 24″ nord, 4° 51′ 52″ est | 25048-CLT-0021-01   | Image manquanteTéléverser |
| Orgues de l'église Saint-Martin |                                    |                              | Lathuy              | 50° 43′ 24″ nord, 4° 49′ 28″ est | 25048-CLT-0022-01   | Orgues de l'église Saint-Martin |
| Orgues de l'église Notre-Dame-de-la-Visitation de Mélin |                                    |                              | Mélin               | 50° 44′ 22″ nord, 4° 49′ 39″ est | 25048-CLT-0023-01   | Orgues de l'église Notre-Dame-de-la-Visitation de Mélin |
| Orgues de l'église Sainte-Gertrude (actuellement église Saint-Gabriel (de l'Addolorata))                                                                             |                                    |                              | Piétrain            | 50° 43′ 31″ nord, 4° 55′ 04″ est | 25048-CLT-0024-01   | Orgues de l'église Sainte-Gertrude (actuellement église Saint-Gabriel (de l'Addolorata))                                                                             |
| Orgues de l'église Saint-Barthélemy |                                    | Zétrud                       | Zétrud-Lumay        | 50° 45′ 44″ nord, 4° 54′ 04″ est | 25048-CLT-0025-01   | Orgues de l'église Saint-Barthélemy |
| Cure de Mélin (façades et toitures) et mur de clôture (M) |                                    |                              | Mélin               | 50° 44′ 24″ nord, 4° 49′ 38″ est | 25048-CLT-0026-01   | Cure de Mélin (façades et toitures) et mur de clôture (M) |
| Les façades et toitures de la ferme des Boues, à l'exception des annexes                                                                                             |                                    | Rue des Marchés n°s 10-12-14 | Jodoigne            | 50° 43′ 34″ nord, 4° 52′ 06″ est | 25048-CLT-0028-01   | Les façades et toitures de la ferme des Boues, à l'exception des annexes                                                                                             |
| Les façades et toitures du 18e s. de la ferme d'Awans |                                    | Sart-Mélin                   | Mélin               | 50° 44′ 22″ nord, 4° 47′ 40″ est | 25048-CLT-0045-01   | Les façades et toitures du 18e s. de la ferme d'Awans |
| L'ensemble de l'église Saint-Médard à l'exception de l'orgue (partie instrumentale et buffet) et du mobilier                                                         |                                    |                              | Jodoigne            | 50° 43′ 16″ nord, 4° 52′ 08″ est | 25048-PEX-0001-01   | L'ensemble de l'église Saint-Médard à l'exception de l'orgue (partie instrumentale et buffet) et du mobilier                                                         |
| Les façades et toitures des bâtiments d'ancien régime cernant la cour de la Ferme de la Ramée (+ RAMILLIES/Bomal)                                                    |                                    |                              | Jauchelette         | 50° 40′ 47″ nord, 4° 51′ 11″ est | 25048-PEX-0002-01   | Les façades et toitures des bâtiments d'ancien régime cernant la cour de la Ferme de la Ramée (+ RAMILLIES/Bomal)                                                    |